# Metropolitana di Rotterdam
La metropolitana di Rotterdam è una rete di linee metropolitane che serve la città di Rotterdam e la conurbazione circostante, comprendente anche L'Aia, Schiedam e Spijkenisse.
La rete è composta da cinque linee, per una lunghezza complessiva di 102,3 km e 70 stazioni. Il servizio è gestito da RET. Sulla rete è possibile utilizzare la smart card contactless OV-chipkaart, il sistema di bigliettazione elettronico per i trasporti pubblici terrestri di linea dei Paesi Bassi.

## Storia

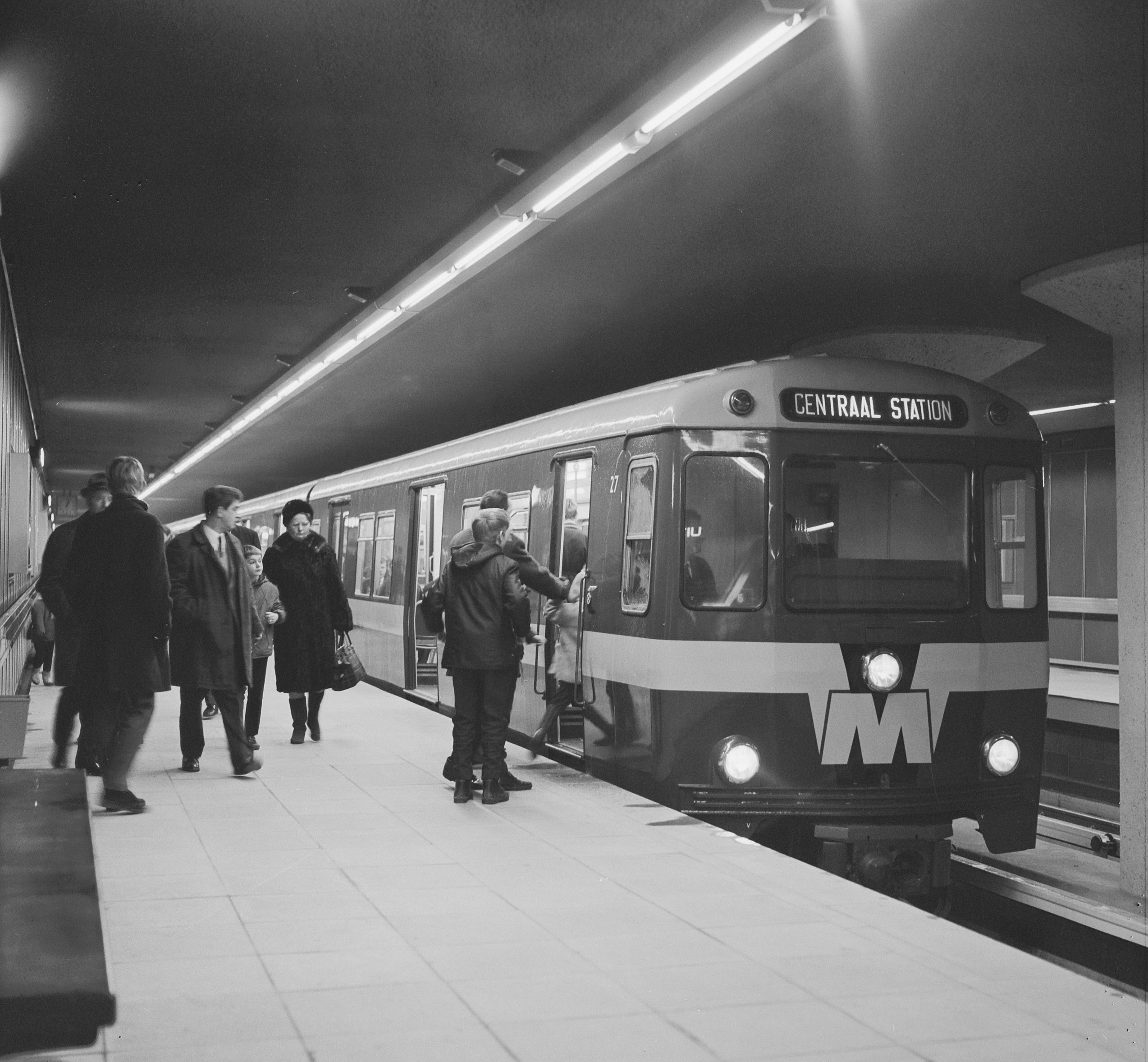
Treno alla fermata Beurs nel 1968

I lavori per la prima linea (chiamata noord-zuidlijn, linea nord-sud), tra Rotterdam Centraal e Zuidplein, sono iniziati nel 1961. L'inaugurazione è avvenuta il 9 febbraio 1968, alla presenza del principe Claus e dell'allora principessa Beatrice. Per l'occasione ogni abitante della città ha ricevuto un biglietto omaggio per accedere alla metropolitana. Il servizio è svolto con treni MG2.
Le successive estensioni della noord-zuidlijn vengono realizzate verso sud, raggiungendo Slinge (aperta il 25 novembre 1970) e Zalmplaat (aperta il 25 ottobre 1974).
Nel 1980 vengono introdotti i treni tipo SG2 e due anni dopo, il 10 maggio 1982, viene aperta la oost-westlijn (linea est-ovest) tra le stazioni di Coolhaven e Capelsebrug. Il 28 maggio 1983 la linea raggiunge Binnenhof (attuale capolinea) e il 19 aprile dell'anno successivo viene aperta la diramazione da Graskruid al capolinea attuale De Tochten.
Il 25 aprile 1985 la noord-zuidlijn raggiunge l'attuale capolinea meridionale De Akkers, a Spijkenisse.
Ulteriori estensioni della oost-westlijn vengono attivate il 25 aprile 1986 raggiungendo, a ovest, Marconiplein, e il 26 maggio 1994, verso est, con l'apertura della diramazione da Capelsebrug a De Terp, attuale capolinea.
Il 4 giugno 1997 viene aperta la fermata Wilhelminaplein, costruita tra Leuvehaven e Rijnhaven, sulla noord-zuidlijn.
A fine anni novanta le linee ricevono nuovi nomi, in onore di due illustri personaggi della storia di Rotterdam: la noord-zuidlijn assume il nome Erasmuslijn (linea Erasmus, da Erasmo da Rotterdam, teologo), mentre la oost-westlijn assume il nome Calandlijn (linea Caland, da Pietr Caland, ingegnere civile progettista della Nieuwe Waterweg).
Sulla Calandlijn vengono attivate altre due estensioni: il 4 novembre 2002 da Marconiplein a Tussenwater (unendosi alla Erasmuslijn) e il 29 agosto 2005 da De Tochten a Nesselande.
Nel 2009 le linee assumono definitivamente un identificativo basato su lettere e colori.
Nel 2006 la Hofpleinlijn (ferrovia Hofplein) tra Rotterdam Hofplein e L'Aia viene convertita a metropolitana, nell'ambito del progetto per collegare la metropolitana di Rotterdam con L'Aia. Il 17 agosto 2010 viene attivato il collegamento tra Rotterdam Centraal e la linea per L'Aia.
Il 31 marzo 2023 è stata aperta l'estensione di 1,2 km fino a Hoek Von Holland Strand.

### Cronologia
| Data             | Linea                                                                                     | Tratta aperta                                                                             |
| ---------------- | ----------------------------------------------------------------------------------------- | ----------------------------------------------------------------------------------------- |
| 9 febbraio 1968  | noord-zuidlijn                                                                            | Rotterdam Centraal – Zuidplein                                                            |
| 25 novembre 1970 | noord-zuidlijn                                                                            | Zuidplein – Slinge                                                                        |
| 25 ottobre 1974  | noord-zuidlijn                                                                            | Slinge – Zalmplaat                                                                        |
| 10 maggio 1982   | oost-westlijn                                                                             | Coolhaven – Capelsebrug                                                                   |
| 28 maggio 1983   | oost-westlijn                                                                             | Capelsebrug – Binnenhof                                                                   |
| 19 aprile 1984   | oost-westlijn                                                                             | diramazione Graskruid – De Tochten                                                        |
| 25 aprile 1985   | noord-zuidlijn                                                                            | Zalmplaat – De Akkers                                                                     |
| 25 aprile 1986   | oost-westlijn                                                                             | Coolhaven – Marconiplein                                                                  |
| 26 maggio 1994   | oost-westlijn                                                                             | diramazione Capelsebrug – De Terp                                                         |
| 4 giugno 1997    | noord-zuidlijn                                                                            | stazione Wilhelminaplein                                                                  |
| Fine anni '90    | La noord-zuidlijn assume il nome Erasmuslijn. La oost-westlijn assume il nome Calandlijn. | La noord-zuidlijn assume il nome Erasmuslijn. La oost-westlijn assume il nome Calandlijn. |
| 2002             | Calandlijn                                                                                | Marconiplein – Tussenwater                                                                |
| 29 agosto 2005   | Calandlijn                                                                                | De Tochten – Nesselande                                                                   |
| 2006             | Hofpleinlijn                                                                              | ferrovia Hofplein convertita in metropolitana.                                            |
| 2009             | Le linee ricevono l'attuale identificativo mediante lettere e colori.                     | Le linee ricevono l'attuale identificativo mediante lettere e colori.                     |
| 17 agosto 2010   | E                                                                                         | Rotterdam Centraal – Den Haag Centraal                                                    |

## Rete
La rete della metropolitana è composta da cinque linee, identificate da lettere e colori. Più linee hanno in comune medesimo tracciato.
| Linea | Percorso                       | Stazioni servite |
| ----- | ------------------------------ | ---------------- |
| A     | Schiedam Centrum – Binnenhof   | 24               |
| B     | Schiedam Centrum – Nesselande  | 32               |
| C     | De Akkers – De Terp            | 26               |
| D     | De Akkers – Rotterdam Centraal | 17               |
| E     | Slinge – Den Haag Centraal     | 23               |

La fermata Beurs è l'unica stazione attraverso cui transitano tutte le linee della rete.

### Linee A, B e C
Le linee A, B e C attraversano la città di Rotterdam da ovest ad est. La linea C parte dal capolinea sudoccidentale De Akkers, a Spijkenisse, condividendo il percorso con la linea D fino a Tussenwater, dove si dirama raggiungendo Schiedam Centrum (capolinea delle linee A e B). La linea C prosegue condividendo il percorso con le linee A e B fino a Capelsebrug, dove le linee si separano, le linea A e B proseguono insieme verso i capilinea Binnenhof e Nesselande, mentre la linea C verso De Terp. A Graskruid le linee A e B si diramano verso i loro capilinea orientali.
Il percorso si compone di tratti in galleria e tratti all'aperto (a livello del suolo o su viadotto). Tra De Akkers e Schiedam Centrum (linea C) la rete corre per lo più in superficie, a eccezione dei tunnel dei attraversamento del fiume Oude Maas (tra Spijkenisse Centrum e Zalmplaat) e del fiume Nieuwe Maas (tra Pernis e Vijfsluizen) e delle fermate Troelstralaan e Parkweg. Dopo Schiedam Centrum inizia la galleria, che termina a Kralingse Zoom. La restante tratta, fino ai capilinea orientali (Binnenhof, Nesselande e De Terp) è in superficie o su viadotto.
Le linee A e B, tra Capelsebrug e i capilinea Binnenhof e Nesselande, sono metrotranvie, alimentate con linea aerea (la linea B tra De Tochten e Nesselande è alimentata a terza rotaia).

### Linea D
La linea D collega la stazione centrale di Rotterdam con Spijkenisse, a sud-ovest della città, seguendo l'originario percorso della noord-zuidlijn tra Rotterdam Centraal e Zuidplein. Tra Rotterdam Centraal e Slinge (capolinea della linea E) condivide il percorso con la linea E, dopodiché prosegue fino a Tussenwater, dove incontra la linea C, proseguendo sullo stesso percorso fino al capolinea De Akkers.
La linea corre in galleria tra Rotterdam Centraal e Wilhelminaplein, dopo la quale la linea prosegue in viadotto o ad altezza del suolo fino a De Akkers, ad eccezione della galleria che transita sotto il fiume Oude Maas (tra Spijkenisse Centrum e Zalmplaat).

### Linea E
La linea E, collega la parte meridionale di Rotterdam con L'Aia, nell'ambito della rete di trasporti pubblici RandstadRail. La linea parte da Slinge e condivide il percorso con la linea D fino a Rotterdam Centraal.
La linea corre su viadotto tra Slinge e Rijnhaven, segue la galleria fino a dopo la fermata Blijdorp, dove la metropolitana usa il percorso della vecchia ferrovia Hofplein.

## Materiale rotabile

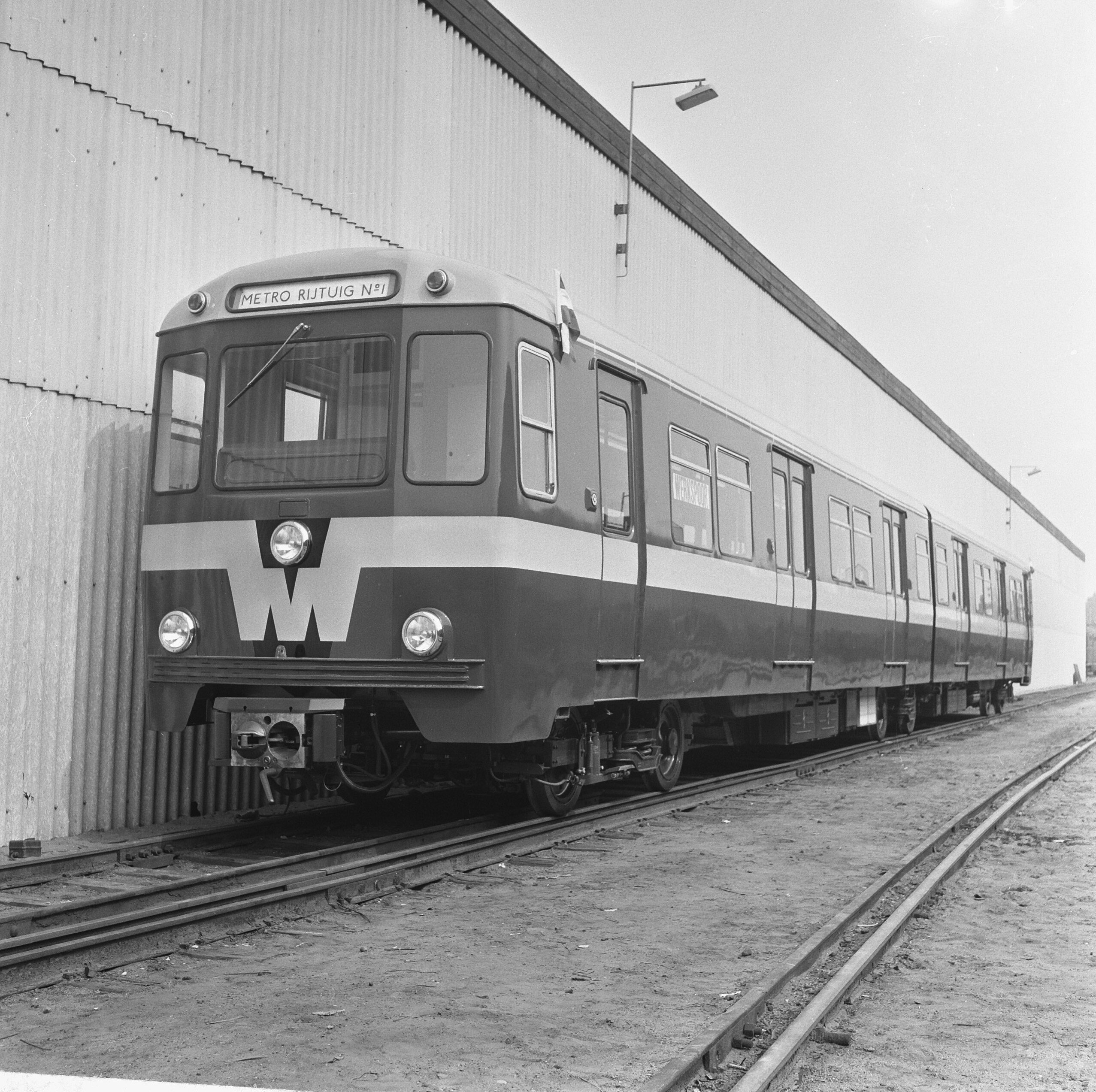
MG2
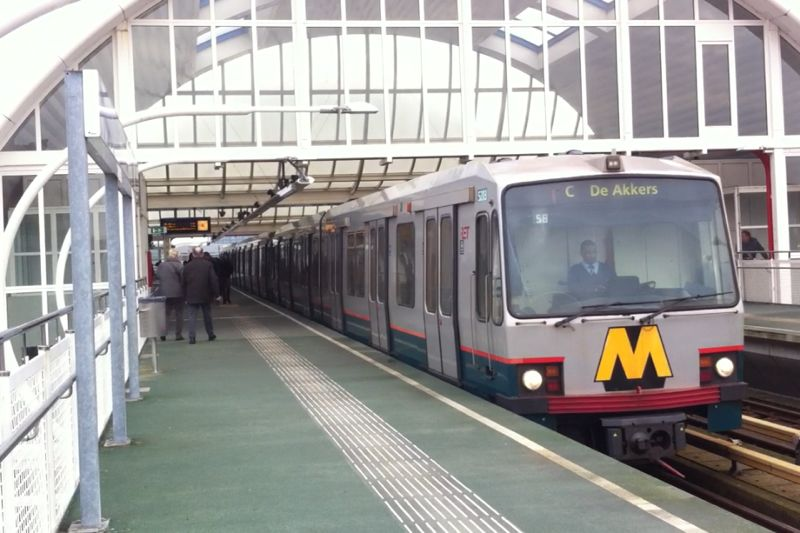
SG2
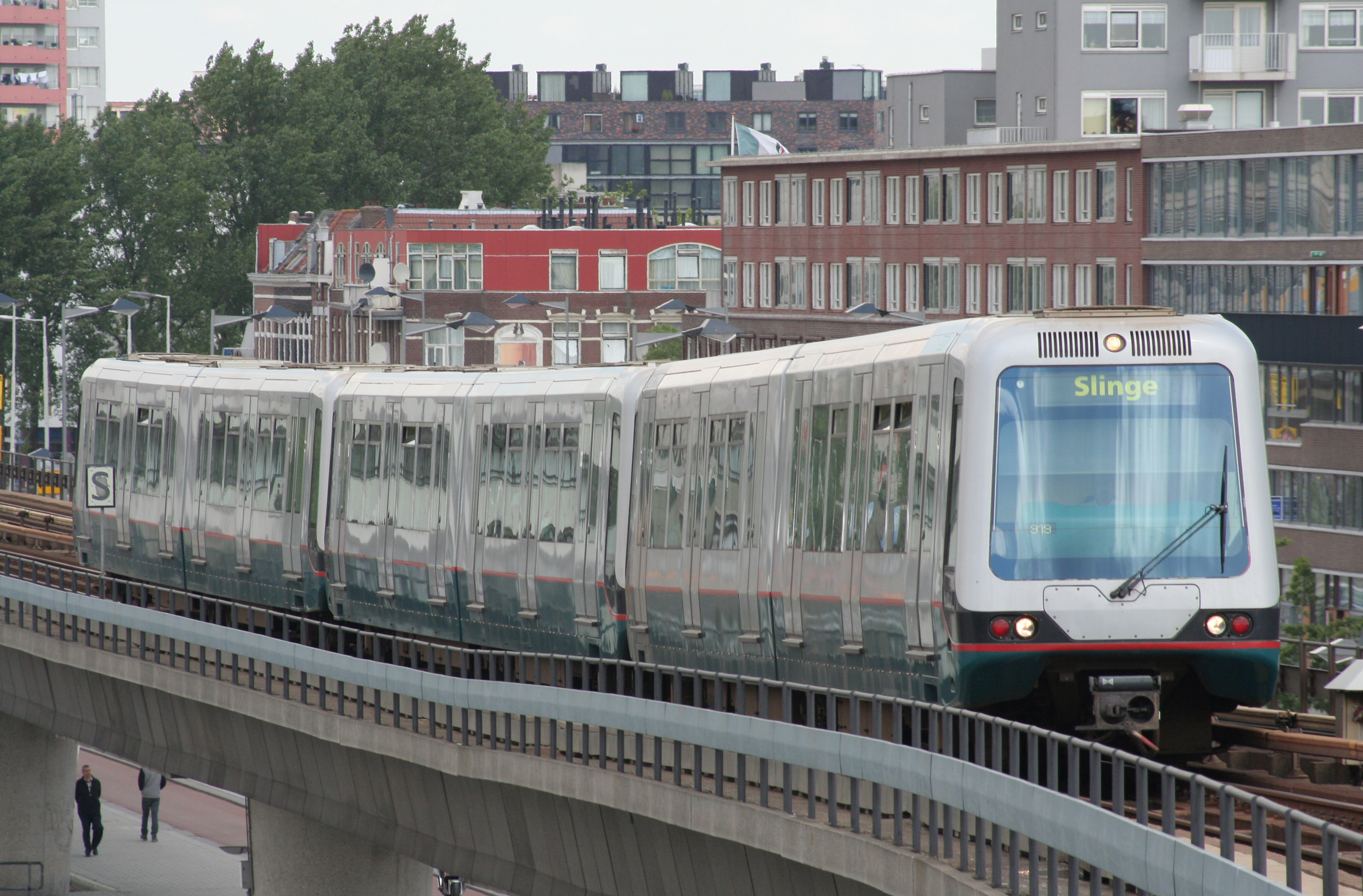
MG2/1
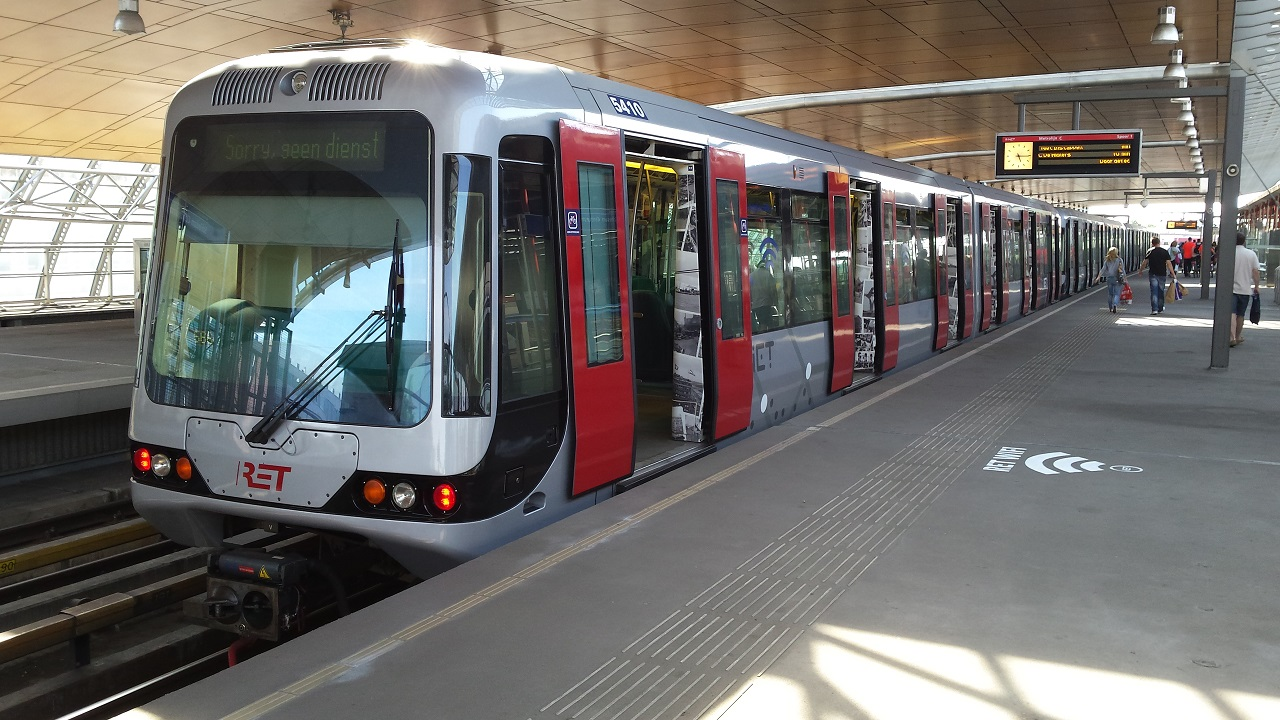
SG2/1
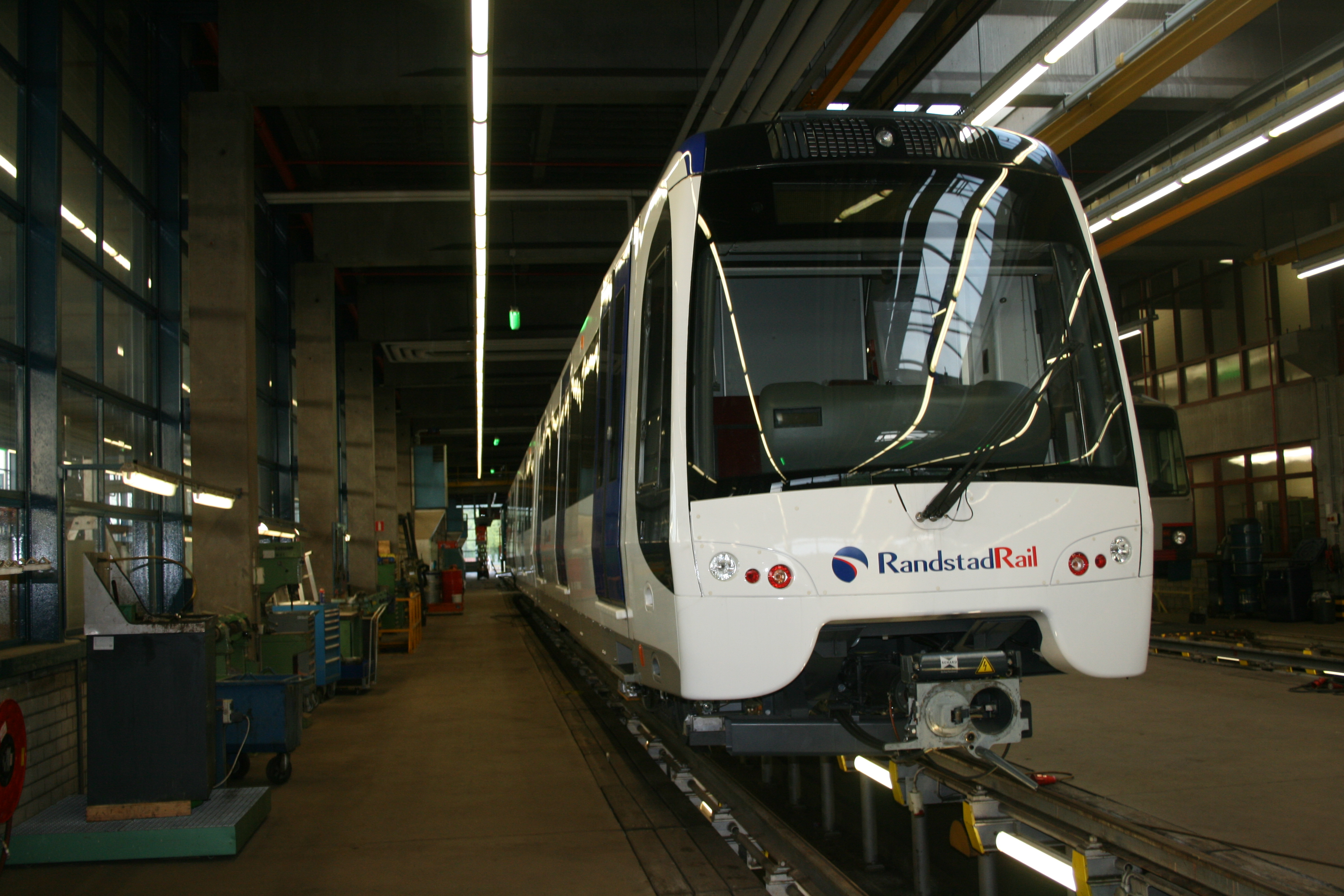
RSG3
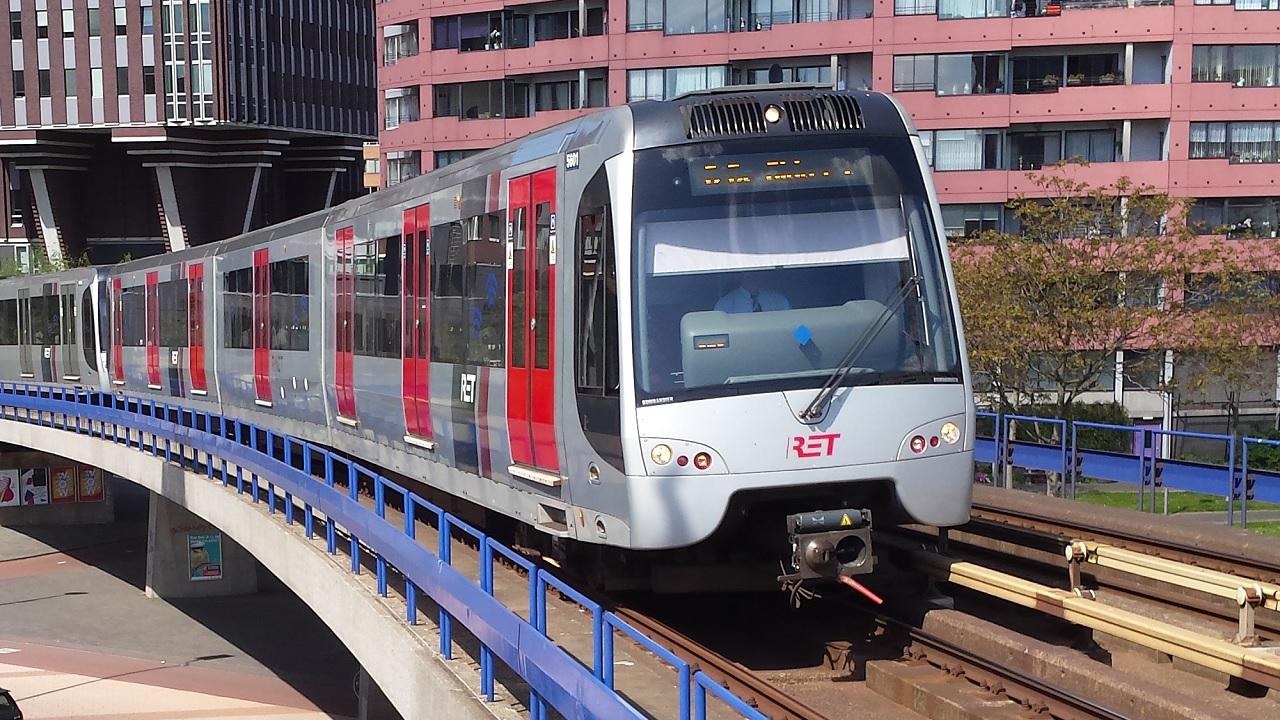
SG3
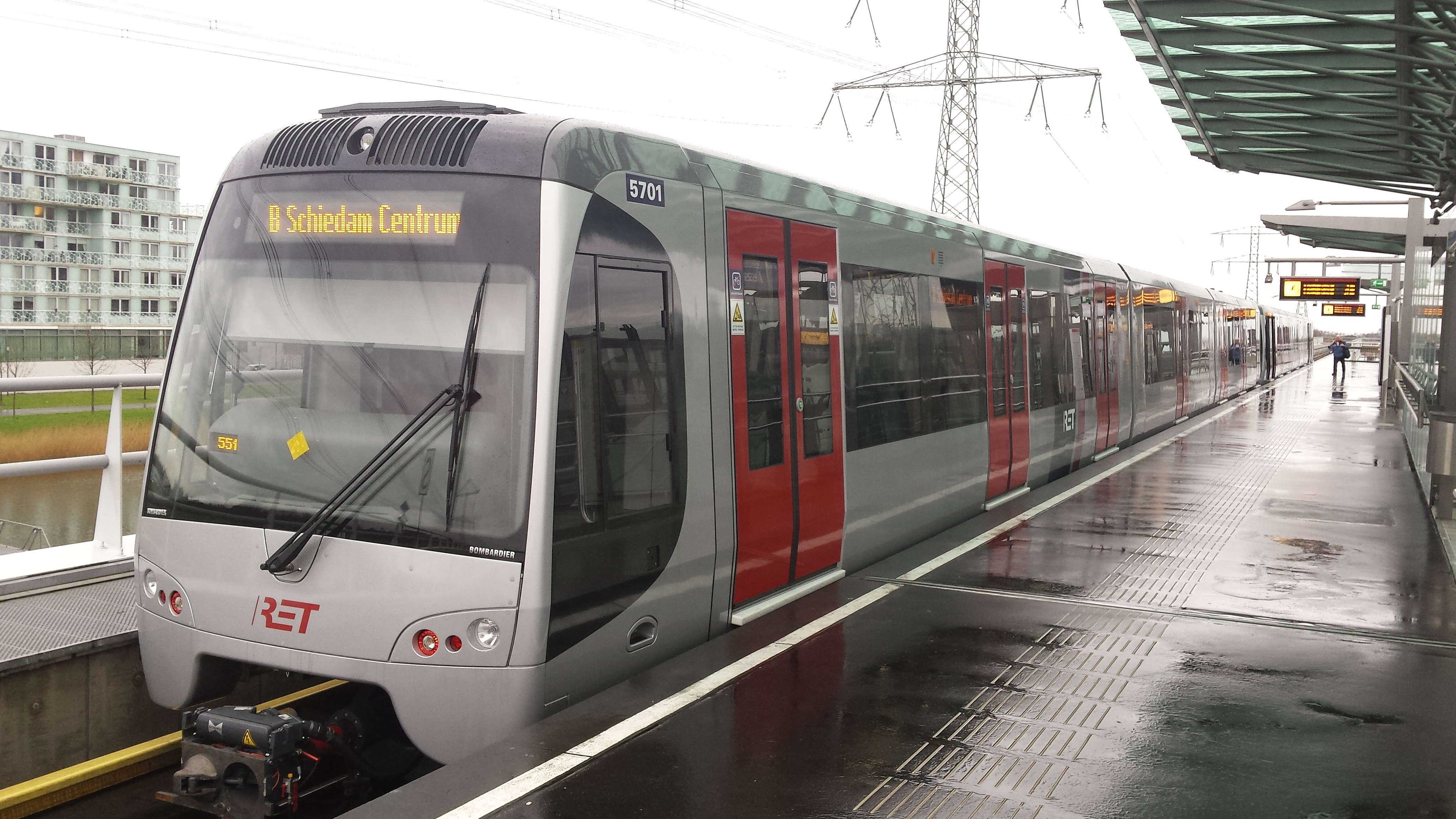
HSG3

## Future estensioni
Nel 2013 città di Rotterdam ha deciso di convertire la ferrovia Schiedam-Hoek van Holland in metropolitana e di collegarla alla rete esistente presso la fermata Schiedam Centrum. I lavori sono iniziati nel 2014.